# Atrapanieblas

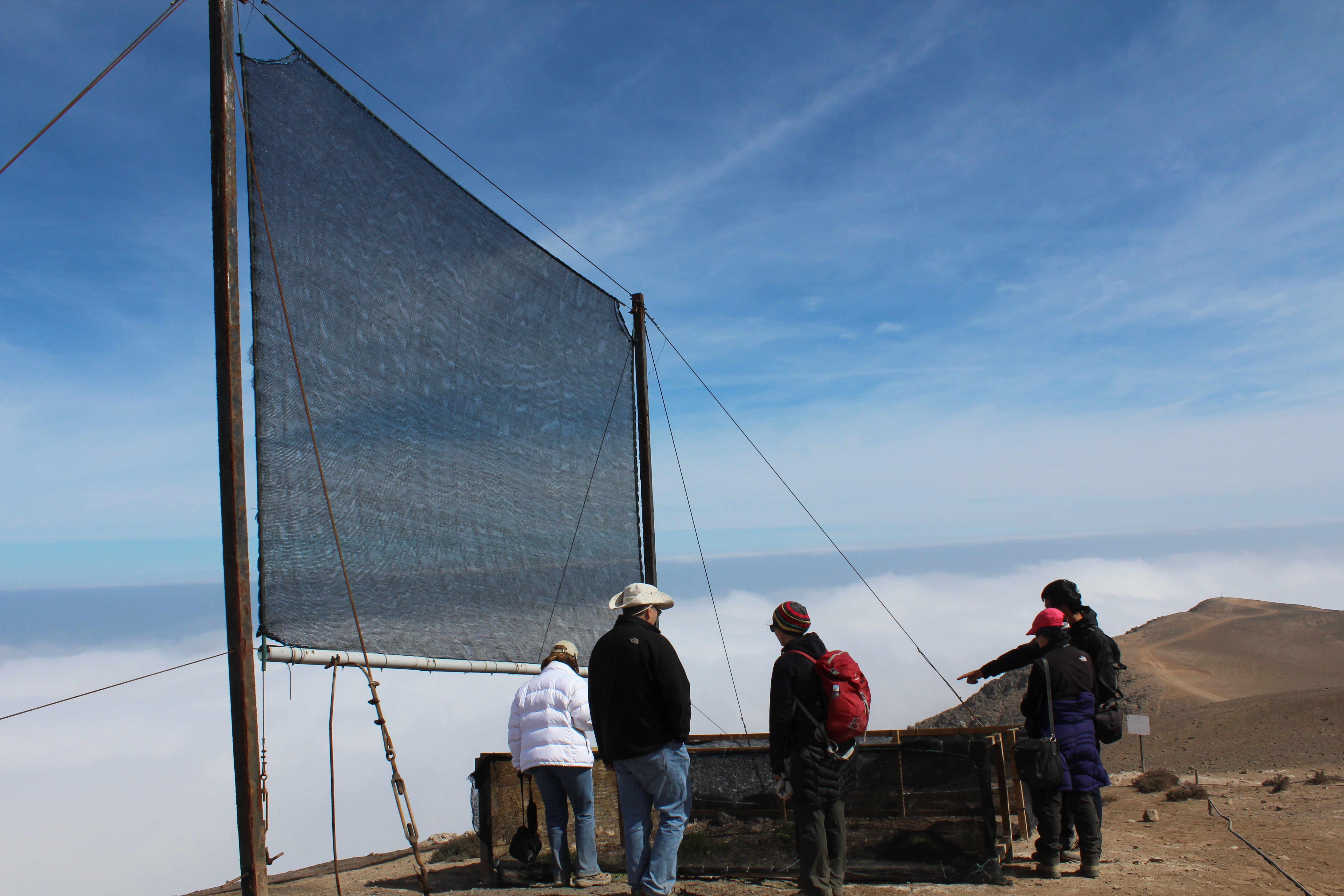
Atrapanieblas en Alto Patache, Chile.

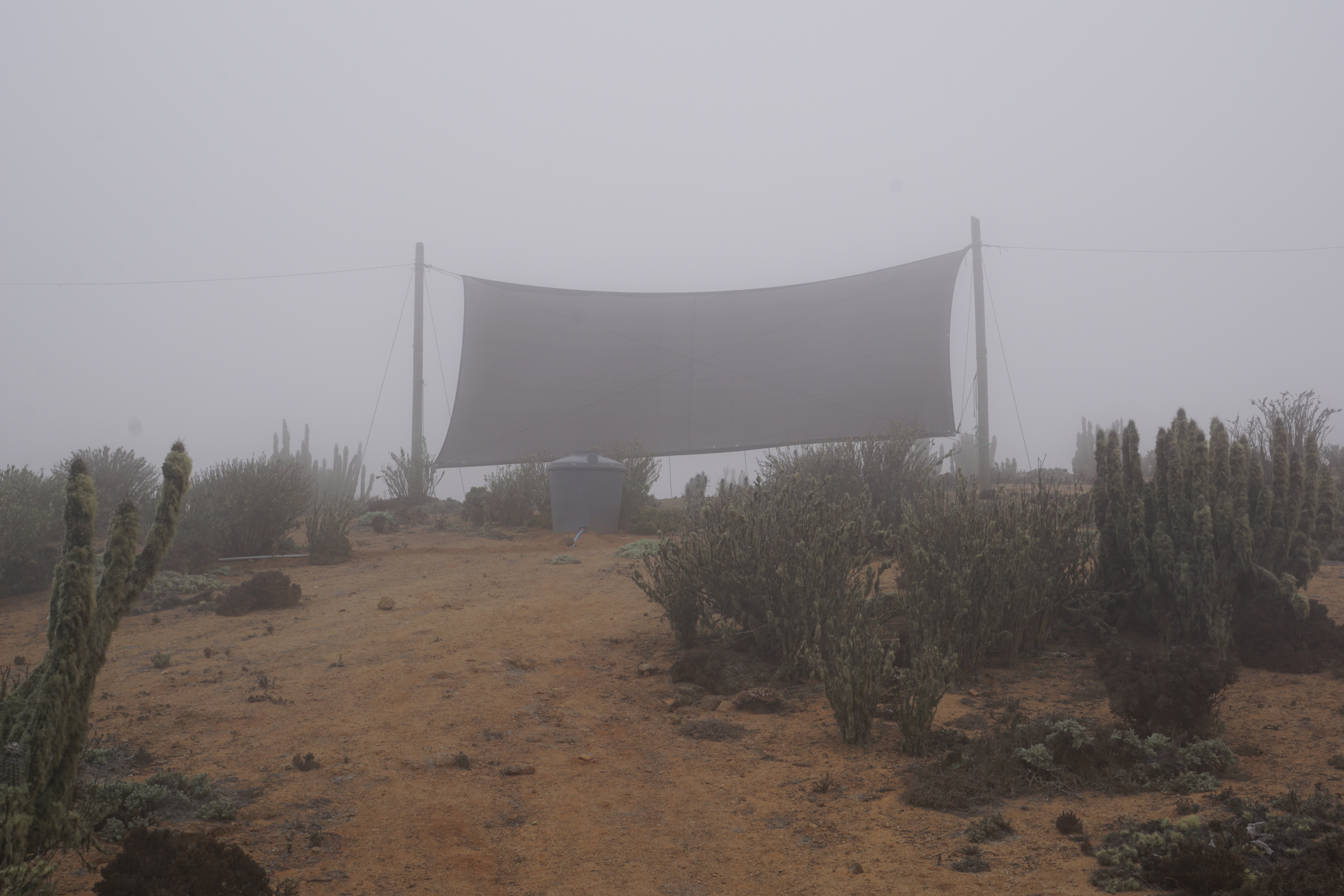
Atrapanieblas en la quebrada Pan de Azúcar, Chile.

Los atrapanieblas o captanieblas son un sistema para atrapar las gotas de agua microscópicas que contiene la niebla. Se usan en regiones desérticas con presencia de niebla, como el desierto de Atacama en Chile, Ecuador, Guatemala, Perú, Nepal, Israel, y algunos países de África.

## Fundamentos científicos
Atrapanieblas es el nombre de un proceso conocido como condensación, el vapor de agua atmosférico en el aire se condensa naturalmente en las superficies frías en gotitas de agua líquida conocido como rocío.
El fenómeno es más observable en objetos, delgados y planos expuestos incluyendo las hojas de las plantas y hojas de hierba.
Como la superficie expuesta se enfría mediante la radiación de su calor hacia el cielo, la humedad atmosférica se condensa a una velocidad mayor que la que se puede evaporar, lo que resulta en la formación de gotas de agua.

## Orígenes históricos
La recolección organizada de gotas de agua del rocío o vaho a través de procesos naturales o asistidos es una práctica antigua, desde las gotas de rocío a pequeña escala de charcos de condensación recogidos en los tallos de una planta (todavía se practica hoy por supervivalistas), al riego natural de gran magnitud en zonas sin lluvias, como en el desierto de Atacama y el Namib.
Varios dispositivos artificiales tales como los antiguos montones de piedra en Ucrania, los "estanques de rocío" medievales en el sur de Inglaterra o la piedra volcánica que cubre los cultivos en los campos de Lanzarote han sido todas tomadas en cuenta para hacer posibles dispositivos de recolección del rocío o de la niebla.

## En Chile
El desierto de Atacama es el de mayor aridez del mundo; sin embargo, en sus costas, las masas de aire húmedo del océano Pacífico forman nieblas matinales o niebla de advección, llamadas localmente camanchacas.
Desde los años 1960, diversos investigadores habían concebido el aprovechamiento del agua en las camanchacas. Destacan, sobre todo, los trabajos hechos por Carlos Espinosa Arancibia, físico de la Universidad de Chile que obtuvo una patente de invención (N.º 18.424) por un aparato destinado a “captar agua contenida en las nieblas o camanchacas”. Luego donó su invención a la Universidad Católica del Norte y fomentó su difusión gratuita a través de la Unesco.
El equipo era un cilindro de 0,7 m de diámetro en el que estaban dispuestos 1300 monofilamentos de perlon de 0,5 mm de diámetro y 2 m de largo. Al fondo de este sistema se encontraba un embudo metálico y un estanque de acumulación de agua. Luego vinieron una serie de mejoras y a nivel mundial Carlos Espinosa Arancibia es reconocido como uno de los padres de esta invención.
Los atrapanieblas que se usan en los pueblos del norte chileno fueron desarrollados en conjunto con científicos israelíes. Están formados por un pedestal metálico en que hay un gran marco, de unos 6 m de largo por 4 m de alto. Este marco contiene una malla plástica que facilita la condensación de la niebla. En su parte inferior hay una canaleta y un estanque colector.
Estos dispositivos se instalan en sitios altos, que se hallen expuestos a la camanchaca y están conectados por tuberías a estanques de depósito de agua.
En Chile, el primer lugar habitable donde se instalaron atrapanieblas fue el pueblo Chungungo a 73 km al norte de la ciudad de La Serena.
En los atrapanieblas, los rendimientos esperables de captación de agua se sitúan de 2 a 10 L/m²día].
En estudios recientes realizados en México se ha determinado que la distribución de gotas de niebla no es homogénea, que las más abundantes son de 30 a 40 (una micra equivale a la millonésima parte de un metro), y que cada nube está formada de cientos de miles de ellas.
En el caso de la niebla, que es una nube con baja concentración de agua, hay entre 50 y cien gotitas en un centímetro cúbico.

## En Canarias

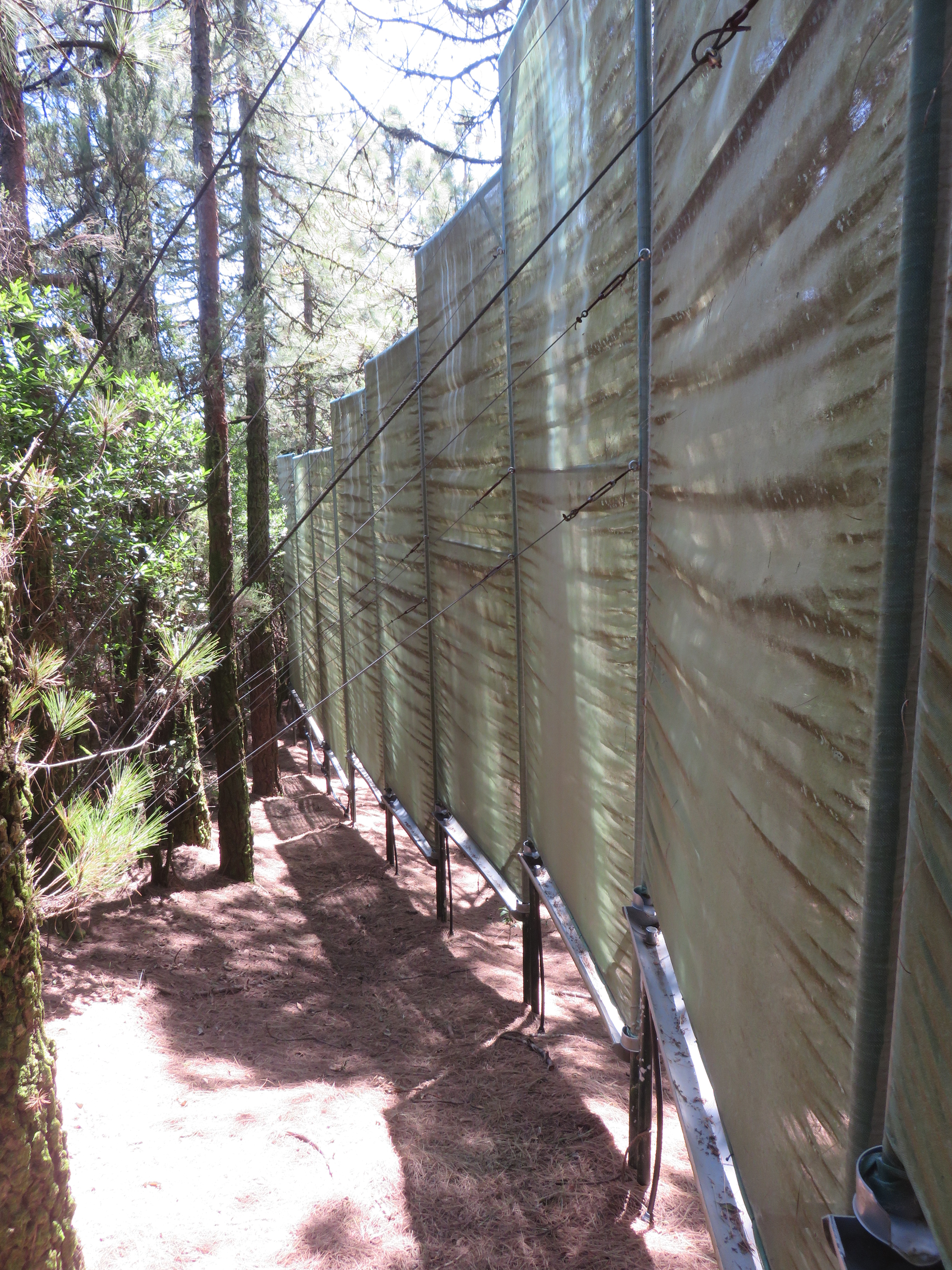
Atrapanieblas en Cumbre Nueva isla de La Palma a 1425

Desde los años 80 del siglo XX han sido numerosos las experiencias realizadas en las islas canarias que, debido a sus condiciones geo-climáticas, presentan las condiciones idóneas para la captación de nieblas, con influencia del "mar de nubes" durante gran parte del año, sobre todo en las islas de mayor altitud. La mayor parte de estas investigaciones se llevaron a cabo con captadores planos o tipo chileno por investigadores como Luis Santana Pérez y Mª Victoria Marzol Jaén (Universidad de La Laguna).
En 2008 y en la isla de Tenerife, el ingeniero agrícola Theo Hernando Olmo, ideó y patentó los captadores tridimensionales de niebla, rocío y precipitaciones, NRP 3.0 ((M.U. 200801154).). Estos atrapanieblas tienen forma de prisma y poseen varias capas superpuestas de mallas captadoras, que permiten una mayor estabilidad estructural y exponer una gran cantidad de superficie captadora ocupando el mínimo espacio. Para reducir los posibles daños provocados por vientos fuertes, estos captadores inicialmente se idearon con un sistema de bisagras en su base para poder ser tumbados. En la actualidad, estos sistemas de protección han evolucionado a un sistema de poleas que permite recoger las mallas para proteger a todo el atrapanieblas.
Estos captadores permitieron que se creara la primera agua embotellada en el mundo procedente de las nieblas, Alisos, obtenida en las cumbres de la isla de Gran Canaria (Agua de Niebla de Canarias S.L., 2011-2015). Actualmente, el agua se produce en Tenerife bajo el nombre de Garoé, haciendo referencia al árbol sagrado de la isla de El Hierro y la empresa que la produce es Agualternativa Ingeniería S.L. (agualternativa.com), dirigida por Theo Hernando.
Las mejores condiciones para captar agua de niebla se dan por encima de los 1000 metros de altitud y con velocidades de viento de entre 25 y 35 kilómetros por hora, ya que "a mayor cantidad de metros cúbicos de aire que pasa por el captador, más litros de agua se recogen". Un solo captador puede recoger más de 500 litros de agua en un día, aunque la media oscila entre 180 y 230 litros diarios.
Otros uso de estos atrapanieblas en Canarias ha sido el abastecimiento de depósitos forestales para labores preventivas contra incendios, reforestación, etc.

## En Perú
El desierto que se encuentra alrededor de la ciudad de Lima en Perú es uno de los más áridos del mundo, pero durante el invierno peruano se forman en el océano Pacífico densas nieblas que casi a diario lo atraviesan. Dando al cielo en la zona de Lima un perenne color gris, nublados que no proporcionan lluvias, conocido como «panza de burro».
A partir de febrero de 2015, en los cerros del sur de Lima una iniciativa plantea instalar durante ese año 1000 atrapanieblas para recolectar hasta 400 000 litros de agua al día y abastecer a familias en extrema pobreza con agua para bebida y riego de huertos para su propio abastecimiento.
Los atrapanieblas se sitúan en el Asentamiento Humano Villa Lourdes Ecológica, una barriada de extrema pobreza en el distrito de Villa María del Triunfo, en el sur de Lima, la segunda ciudad más grande del mundo, después de El Cairo, ubicada en medio de un desierto.